# Schellencandona triquetra
Espèce
Synonymes
- Candona triquetra Klie, 1936

Schellencandona triquetra est une espèce de crustacés de la famille des Candonidae. C'est une espèce cavernicole.